# 하얀 전쟁
"하얀 전쟁"은 정지영 감독이 연출한 영화이며 최민수가 한기주(안성기 분)의 옛 동료 변진수 역 물망에 올랐으나  본인(최민수) 매니저 배병수가 TV 드라마 《사랑이 뭐길래》를 계약하는 바람에 좌절됐고 심혜진이 분한 사라 역은 원작소설에 없는 배역이었다.
한편, "베트남 전쟁 참전 용사의 긍지와 명예를 손상했다"는 이유 때문에 대한해외참전전우회로부터 대사 삭제-개작을 요구받는 등  여러가지 악재가 겹쳐 어느 정도의 관객 수를 동원하는 데 그쳤다.
아울러, 해당 영화 변진수 역 물망에 거론된 최민수는 해당 영화 연출자 정지영 감독의 차기 연출작  《헐리우드 키드의 생애》  《블랙잭》에 연달아 출연했는데 정지영 감독은 90년대 후반 들어 연출한  《블랙잭》(터프한 형사와 꽃뱀이 돈을 놓고 속이는 내용이며 현실성 없는 대사와 설정으로 미국의 B급 에로틱 서스펜스물을 흉내만 낸 듯한 뻔한 스토리로 일관) 《까》(가식과 고정관념을 벗어 던지자는 주제로 5개짜리 옴니버스 이야기를 넣은 진행방식으로 만들어졌으나 알몸을 강조한 포스터로 그냥 싸구려 에로틱물이었는데 뭔가 실험정신이라고 주장했지만 애초에 시나리오 자체가 별로라서 그런 건 묻혔으며 급기야 은근히 나체로 승부하려는 방식이 잘못됨)가 잇달아 흥행 실패했고 《까》 이후 한동안 영화 연출을 하지 않았다.

## 줄거리
월남전 참전의 후유증을 앓는 한기주는 어느날 갑자기 월남전 전우 변진수의 전화를 받는다. 이를 계기로 점점 월남전의 악몽에 시달리게 되는데...

## 출연
- 안성기 - 한기주 역
- 이경영 - 변진수 역
- 심혜진 - 사라 역
- 독고영재 - 김문기 역
- 김세준 - 전희식 역
- 허준호 - 홍 병장 역
- 김보성 - 성병조 역
- 박홍근 - 조태삼 역
- 홍석연 - 장 하사 역
- 노석래 - 윤주식 역
- 이은석 - 김 소위 역
- 배중식 - 무전병 역
- 안도훈 - 위생병 역
- 박용팔 - 고구마 장수 역
- 강능원 - 연대장 역
- 박예숙 - 군단장 역
- 양은하 - 미스 양 역
- 홍원석 - 지옥 역
- 연현철 - 중대장 역
- 수엉 민 핑 - 소녀 베트콩 역
- 뉴엔 고 당 - 월남 노인 역
- 뉴엔 호아츄 - 월남 소년 역
- 정봉연 - 정 병장 역
- 박대윤 - 박 상병 역
- 이승준 - 최 일병 역
- 고승욱 - 고 일병 역
- 서억석 - 김 상병 역
- 황백선 - 장성 역
- 최오홍 - 한의 아들 역
- 조성현
- 차현재 - 김 차장 역 (특별출연)
- 이춘연 - 매기 역 (특별출연)

## 수상
- 1992년 제5회 도쿄 국제 영화제 그랑프리, 감독상